# Paisaje protegido Quebrada de los Cuervos y Sierras del Yerbal
El paisaje protegido Quebrada de los Cuervos (más conocido como Quebrada de los Cuervos) es un paisaje protegido de Uruguay, que desde 2008 integra el Sistema Nacional de Áreas Protegidas (SNAP). Lo conforma un accidente geográfico en forma de garganta, situado a 45 km de la ciudad de Treinta y Tres, en la 4ª sección judicial del departamento homónimo. Su topografía serrana de rocas metamórficas presenta alturas de hasta 300 m s. n. m.. Su nombre proviene de la presencia abundante del «cuervo» de cabeza roja o buitre americano cabecirrojo (Cathartes aura ruficollis).
Por la ruta 8, a la altura del km 306,700, se ingresa por un camino vecinal (de balastro), 24 km hacia el oeste.

## Historia
El parque, de 365 ha, fue originalmente donado en el año de 1944 por el Dr. Francisco Nicasio Oliveres a la Intendencia Municipal de Treinta y Tres. Durante largo tiempo, fue preservado por vecinos de la zona en su estado original: una quebrada agreste y de extremadamente difícil acceso, por lo cual permanecía casi desconocida.
El 21 de agosto de 1986, el entonces intendente Wilson Elso Goñi, reconoció a la Quebrada de los Cuervos como Área Natural Protegida por decreto N.º 1824/1986, la cual fue la primera en su tipo en Uruguay. A partir de dicha fecha, la tenencia del parque está bajo la responsabilidad del gobierno departamental.
En 1994 fueron detectadas 100 especies de aves, 20 de mamíferos, 18 de anfibios y 20 de peces; además, se constató que de las 224 especies de flora arbórea autóctona, 87 habitan en esta quebrada, además de 23 especies de helechos.

## Área protegida

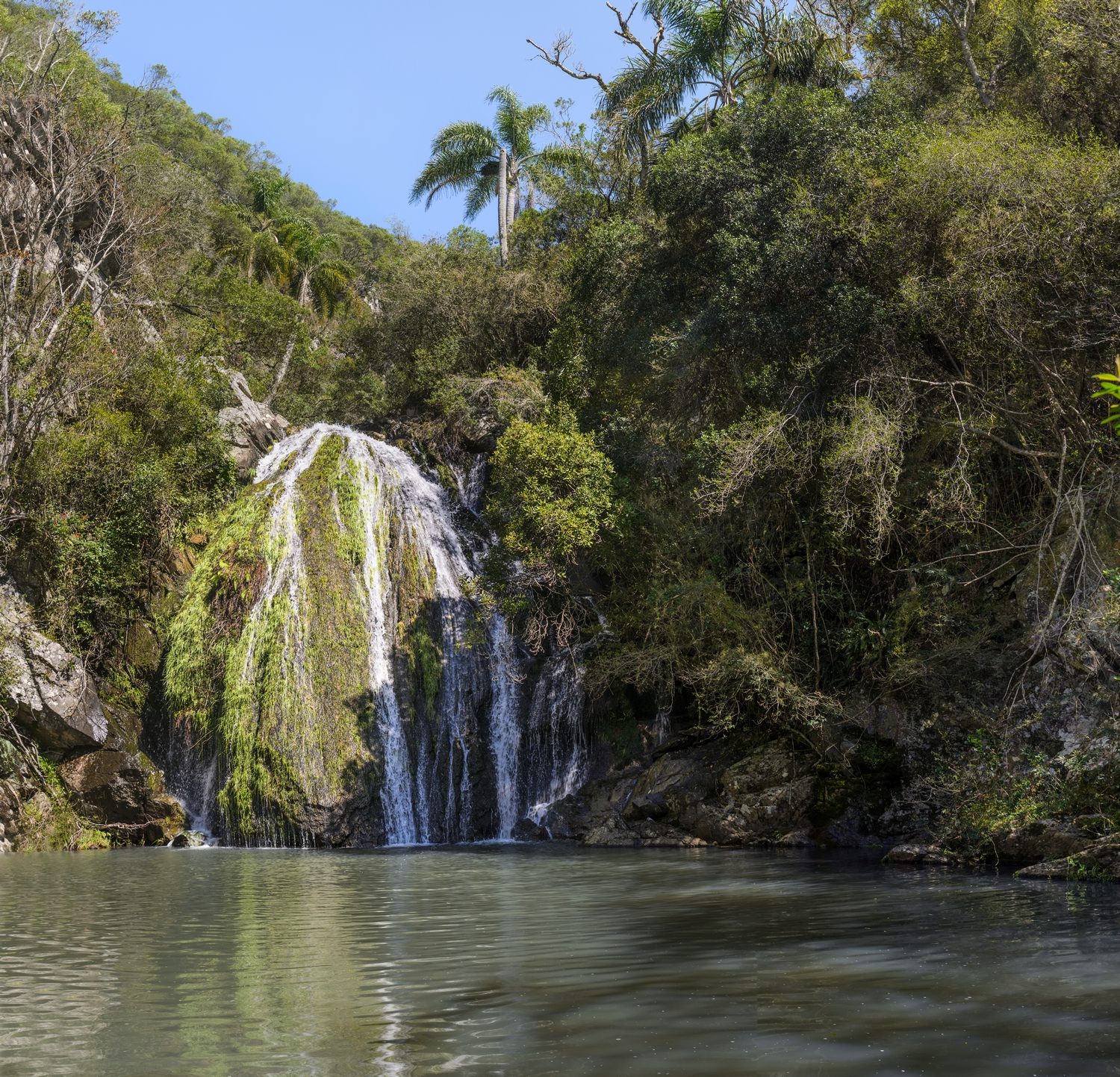
Cascada del Brujo.

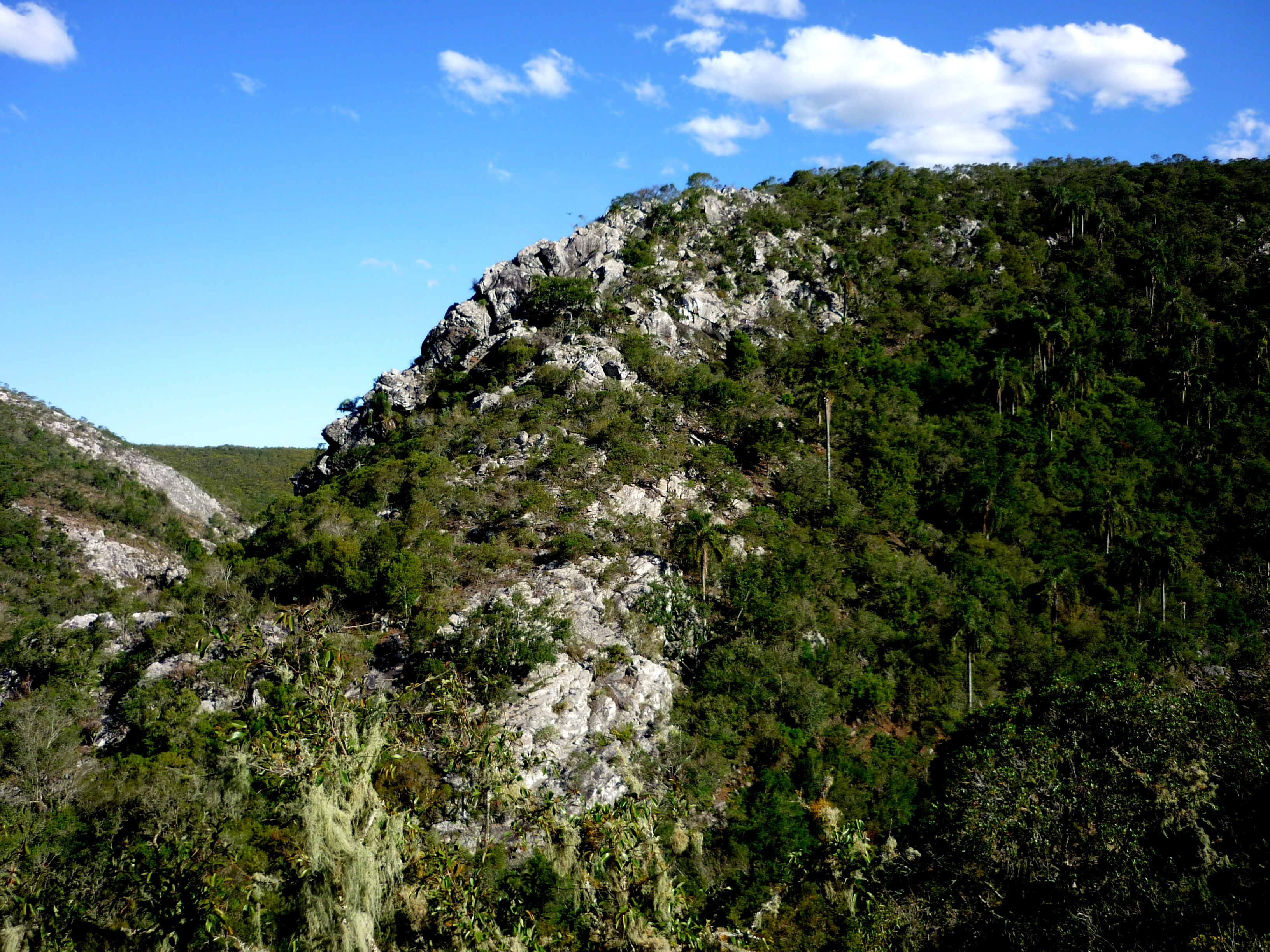
Bosques sobre las paredes rocosas.

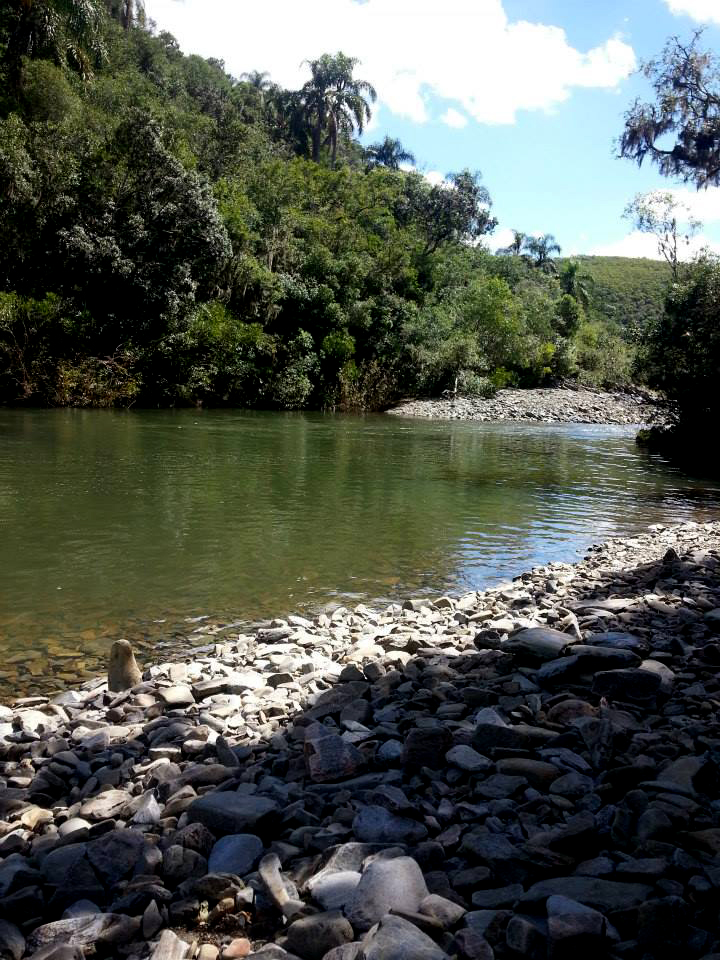
El Arroyo Yerbal Chico es el que atraviesa la quebrada.

La Quebrada de los Cuervos, pionera en protección ecológica, fue reconocida el 29 de septiembre de 2008 por el Gobierno del Uruguay como “paisaje protegido” por decreto N.º 462/008, pasando a tener, a fines de 2008, un total de 4.413 ha e incluyéndose en el Sistema Nacional de Áreas Protegidas (SNAP).
En el año 2020 fue ampliada por decreto aumentando su superficie a 19.395 ha y cambiando su nombre a "Quebrada de los Cuervos y Sierras del Yerbal". Se trata de un Paisaje de Sierras y Quebradas modelado por la ganadería extensiva. En el entorno del Área Protegida, existe una creciente presión (asociados al avance de la frontera forestal y de emprendimientos extractivos-mineros) que implica una amenaza para el mantenimiento de la funcionalidad ecológica de los ecosistemas, afectando su capacidad de provisión de servicios ecosistémicos necesarios para las actividades productivas tradicionales, el desarrollo turístico y el aprovechamiento sostenible de la biodiversidad. 
El paisaje protegido Quebrada de los Cuervos y Sierras del Yerbal tiene por fin mantener la integridad ecológica y mejora la calidad de vida de la población, haciendo compatible objetivos de desarrollo humano y de conservación de la biodiversidad y los valores culturales, constituyendo así un sistema de referencia de manejo y funcionamiento ecosistémico de las Serranías del Este. En particular hace foco en la conservación del Paisaje y la biodiversidad asociada, el sistema fluvial (sustentabilidad de las cuencas), ); los bosques de Quebrada y ribereños,  los pastizales naturales, así como las especies proritarias y de distribución restringida. 
El área protegida integra predios públicos y privados y está caracterizado por emprendimeintos de ganadería extensiva y emergentes emprendimientos agroecológicos y turísticos. Existe una base de servicios a visitantes, tanto en el área pública como en establecimientos de la zona.

## Características biológicas
La parte alta de la quebrada cuenta, entre su vegetación, con una vasta cantidad de pajonales y ciperáceas, entre las que generalmente se encuentran pajas bravas (Panicum prionitis), pajas mansas (Paspalum spp.) y pajas estrelladoras (Erianthus spp.), así como el canutillo (Andropogon lateralis), y diversos tipos de gramíneas autóctonas, además de árboles y arbustos del tipo de monte serrano.
Más cerca del cauce del arroyo se encuentran especies arbóreas del tipo de monte (bosque) de quebrada: palmeras, trepadoras, lianas, helechos e, incluso, algunos tipos de cactus en las zonas pedregosas. Cabe destacar la gran presencia de la yerba mate (Ilex paraguariensis).
Junto con otras quebradas conforma las llamadas Quebradas de Treinta y Tres; esta área protegida constituye una IBA habitada por varias especies de aves en peligro: entre otras, Agelaius flavus, Xolmis dominicanus, Limnoctites rectirostris, Sporophila cinnamomea y Sporophila ruficollis. El nombre del lugar le viene dado por algunas especies de Cathartidae con aspecto similar a cuervos, que habitan en sus riscos: Cathartes burrovianus, Cathartes aura y Coragyps atratus.
Además de aves, en la Quebrada de los Cuervos pueden encontrarse diversos tipos de mamíferos, arácnidos, insectos, y reptiles, muchos de estos ponzoñosos. Entre estos, las especies más conocidas son la culebra de Almada (Liophis almadensis), la seriema (Cariama cristata), el dragón (Xanthopsar flavus) y el tamanduá (Tamandua tetradactyla).

## Geografía
En una zona de sierras de relieve fuertemente ondulado a quebrado de colinas y lomas, se encuentra una garganta abierta creada por el entalle profundo a causa de las aguas del arroyo Yerbal Chico en su recorrido entre los cerros. Esto se debe a la erosión regresiva acuática relacionada con la presencia cercana de una fosa subsidente (zona de hundimiento) durante la mayor parte del Terciario: la fosa tectónica de la laguna Merín.
Posee una variación de nivel mayor a los 100 metros de altura en algunas zonas, dado que su punto más alto se ubica en el área del mirador, alcanzando unos 270 a 300 m s. n. m. (metros sobre el nivel del mar), siendo su punto más bajo el cauce del arroyo, a una altitud de 150 m s. n. m., con pendientes de variables entre 5-10% hasta 20-30%.
Esto crea un microclima de tipo subtropical, contrastante con el de serranías y penillanuras del entorno. Esta variación de clima alberga una fauna y una flora particulares en un entorno paisajístico único en el Uruguay. También destacan las características aguas del arroyo Yerbal Chico que, al correr sobre un lecho de piedras y arenas finas, se tornan altamente cristalinas, de tipo hipotermal, y totalmente potables.
Entre los tipos de rocas se encuentran, hacia el este, metamórficas cristalizadas durante el denominado ciclo joven (de 700 millones de años): cuarcitas, gneises, micaesquistos, calizas y otras rocas análogas; y, hacia el oeste, los granitos, migmatitas, gneises y cuarcitas formadas durante el ciclo orogénico antiguo (de 1.800 a 2.000 millones de años).